# Friesea nigrimontana
Friesea nigrimontana is een springstaartensoort uit de familie van de Neanuridae. De wetenschappelijke naam van de soort is voor het eerst geldig gepubliceerd in 1964 door Cassagnau.